# Iván Martín Gómez
Iván Martín Gómez (n. Villaverde del Río, Sevilla, 4 de marzo de 1995) más conocido como Iván Martín es un futbolista español que juega en la demarcación de delantero para el Club Deportivo Manchego Ciudad Real de la Segunda RFEF, correspondiente al cuarto nivel de competición del sistema de ligas del fútbol español.

## Trayectoria
Nacido en Villaverde del Río, Martín es un delantero formado en la UD Villaverde, AD San José y Brenes Balompié. En 2012, después de anotar seis goles en ocho partidos en Primera Andaluza, se unió a los juveniles del Real Betis Balompié. El 9 de febrero de 2014 debutó con el Betis Deportivo Balompié en Tercera División, en la victoria por 2-0 sobre La Palma CF.
El 9 de septiembre de 2014, Martín fue cedido al CD Alcoyano de la Segunda División B de España. En la segunda vuelta de la misma temporada, la jugó también en calidad de cedido en el Écija Balompié de la misma categoría.
El 31 de agosto de 2015, tras acabar su contrato con el Real Betis Balompié, fichó por el CD Tudelano de la Segunda División B de España.
El 2 de agosto de 2016, fichó por el Real Valladolid Club de Fútbol Promesas de la Segunda División B de España.
El 17 de agosto de 2017, fichó por el Pontevedra CF de la Segunda División B de España.
El 12 de julio de 2018, Martín se mudó al extranjero y se unió al club polaco del Odra Opole de la I Liga de Polonia, con un contrato de dos años. Nueve días después hizo su debut, anotando en la victoria por 2-1 contra el GKS Tychy.
El 26 de julio de 2019, se compromete con el Podbeskidzie Bielsko-Biała de la I Liga de Polonia. 
El 20 de enero de 2021, regresa a España y firma por la Real Balompédica Linense de la Segunda División B de España, donde disputó campaña y media entre Segunda B y Primera RFEF, jugando 39 partidos.
El 12 de octubre de 2022, tras comenzar la temporada sin equipo, firma por la SD Compostela de la Segunda Federación.
El 31 de enero de 2023, firma por el Unione Sportiva Pistoiese 1921 de la Serie D, correspondiente al cuarto nivel de competición del sistema de ligas del fútbol italiano.
El 24 de enero de 2024, firma por el Club Deportivo Manchego Ciudad Real de la Segunda RFEF, correspondiente al cuarto nivel de competición del sistema de ligas del fútbol español.

## Clubes
| Club                                    | País    | Año       |
| --------------------------------------- | ------- | --------- |
| Betis Deportivo Balompié                | España  | 2014-2015 |
| CD Alcoyano                             | España  | 2014      |
| Écija Balompié                          | España  | 2015      |
| CD Tudelano                             | España  | 2015-2016 |
| Real Valladolid Club de Fútbol Promesas | España  | 2016-2017 |
| Pontevedra Club de Fútbol               | España  | 2017-2018 |
| Odra Opole                              | Polonia | 2018-2019 |
| Podbeskidzie Bielsko-Biała              | Polonia | 2019-2021 |
| Real Balompédica Linense                | España  | 2021-2022 |
| SD Compostela                           | España  | 2022-2023 |
| Unione Sportiva Pistoiese 1921          | Italia  | 2023      |
| CD Manchego Ciudad Real                 | España  | 2023-2024 |